# Cybister lewisianus
Cybister lewisianus är en skalbaggsart som beskrevs av Sharp 1873. Cybister lewisianus ingår i släktet Cybister och familjen dykare. Inga underarter finns listade i Catalogue of Life.